# 翠怡商場
翠怡商場（英語：Greenfield Shopping Arcade）為香港葵青區小型商場之一，位處青衣楓樹窩路1號，鄰近青衣碼頭，商場樓高2層，設有3期商場，一共61,480平方呎，發展商為新鴻基地產。
商場1樓設有行人天橋接駁海悅花園及宏福花園，再經有蓋行人路便可前往青衣城及青衣站。顧客亦可直接經青衣海濱公園前往青衣城。
商場設有泊車優惠，消費每滿$100可免費泊車1小時，上限2小時。

## 設施
以下資料最後更新於2022年2月。
| - 快餐店（大快活、麥當勞） - 食肆（必勝客、太興、甜品莊、鴻福堂、譚仔雲南米線、洪記麵家、台式餐廳（生活知味、阿里山鐵路便當）、當下冰室) - 酒樓（稻香） - 便利店（7-11、綠盈坊·有機店） - 超級市場（百佳超級市場） - 時裝店 - 乾濕洗衣店（恒樂乾濕洗衣公司、百佳乾洗專門店） - 銀行櫃員機（恒生銀行、中國銀行（香港）、匯豐銀行） - 地產代理（啟勝地產代理有限公司、中原地產、利嘉閣） - 醫務所（林展輝醫生醫務所） - 藥房（萬寧 (零售商)、柏萊中西藥行） - 美容院 （慧研社） - 補習社 （思杏教育中心） - 嬰兒用品店 - 琴行（天韻琴行） - 餅店（美心西餅） - 髮型屋（Magic Hair） - 家庭用品雜貨店（日本城） - 食材店（牧人食材店） - 改衣店（威龍專業改衣） - 順豐智能櫃 |

## 展覽場地
- 地下及一樓均設展覽場地，由225-250平方呎不等。

## 鄰近地點
- 翠怡花園
- 海欣花園
- 海悅花園
- 宏福花園
- 青衣碼頭
- 青衣碼頭巴士總站
- 青衣運動場
- 青衣海濱公園
- 葵青警區總部暨青衣分區警署
- 青衣已婚警察宿舍
- 青衣消防局

## 参見
- 新鴻基地產
- 香港商場列表

## 外部連結
- 翠怡商場 （页面存档备份，存于）